# Cot Sabung
Cot Sabung är en kulle i Indonesien.   Den ligger i provinsen Aceh, i den västra delen av landet, 1 700 km nordväst om huvudstaden Jakarta. Toppen på Cot Sabung är 50 meter över havet.
Terrängen runt Cot Sabung är platt. Havet är nära Cot Sabung åt nordost.Runt Cot Sabung är det ganska tätbefolkat, med 129 invånare per kvadratkilometer. Närmaste större samhälle är Lhokseumawe, 4,8 km öster om Cot Sabung. Runt Cot Sabung är det i huvudsak tätbebyggt.